# Bogogobo
Bogogobo is een dorp in het district Kgalagadi in Botswana. De plaats telt 360 inwoners (2011).